# Devikera, Shorapur
Devikera là một làng thuộc tehsil Shorapur, huyện Gulbarga, bang Karnataka, Ấn Độ.